# Юровских, Василий Иванович
Василий Иванович Юровских (25 декабря 1932, Юровка, Уральская область — 26 апреля 2007, Шадринск, Курганская область) — русский советский писатель-натуралист.

## Биография
Василий Иванович Юровских родился 25 декабря 1932 года в селе Юровка Юровского сельсовета Далматовского района Уральской области, ныне село входит в Далматовский муниципальный округ Курганской области.
В родном селе окончил школу-семилетку, затем учился в Уксянской средней школе (16 км к югу от Юровки), из-за крайней нужды не смог окончить десятый класс (нечем было заплатить за учёбу) и только в тридцать лет экстерном сдал экзамены на аттестат зрелости. С третьего класса писал стихи и зарисовки о природе, рассказы и даже две повести.
С 1948 года член ВЛКСМ.
В 1950 году уехал поступать в Свердловское художественное училище, побывал в гостях у Павла Петровича Бажова, показав ему свои стихи и прозу. Учёба не состоялась, помешали материальные трудности.
Работал в колхозе имени Калинина Уксянского района. В 1952 году уксянская районная газета «По сталинскому пути» напечатала первое стихотворение Василия Юровских.
Призван в Советскую Армию, проходил службу в Группе советских войск в Германии. Его стихи печатали в гарнизонной газете «Доблесть».
После демобилизации, с ноября 1955 года работал литературным сотрудником уксянской районной газеты «По сталинскому пути» (впоследствии «Вперед»). Затем работал в районных газетах Белозерского, Далматовского и Шадринского районов, в городской газете «Шадринский рабочий». Занимал должности ответственного секретаря, заведующего отделами и заместителя редактора. В 1957 году Юровских становится призёром поэтического конкурса, объявленного областной газетой «Молодой ленинец».
С 1957 года член КПСС.
С 1957 года член Союза журналистов СССР.
В 1968 году издана первая книга рассказов о природе «Снегириное утро».
С 1975 года член Союза писателей СССР, после распада СП СССР член Союза писателей России, состоял на учёте в Курганской областной писательской организации.
В 1976 году участвовал в совещании молодых писателей в Переделкино.
Учился заочно на факультете журналистики Уральского государственного университета имени А. М. Горького (окончил 3 курса), на факультете русского языка и литературы Шадринского педагогического института.
В марте 1976 года Василий Иванович Юровских ушёл на творческую работу.
С 1990 по 1995 годы В. И. Юровских был членом Правления Союза писателей России.
В 1990-е годы Василий Иванович начал выпуск печатной газеты «Шадринский охотник». Он был почётным членом Шадринского районного общества охотников и рыболовов.
Василий Иванович Юровских умер 26 апреля 2007 года. Похоронен на Андреевском кладбище города Шадринска Курганской области.

## Творчество
Творчество Василия Ивановича началось со стихов, затем он перешёл на жанр коротких рассказов о природе, повестей.
Всё творчество Юровских уходит глубокими корнями в природу и быт Зауралья. Человек и природа у него слиты нерасторжимо, лирический герой живёт среди лесов и трав, как равный среди равных, а порой как невольный должник перед природой за её щедрость и красоту. Василий Иванович — превосходный живописатель речушек, птиц, восходов и закатов нашей русской природы. Его проза буквально дышит сыновней любовью к Родине, к её природе, любовью к человеку.
В. И. Юровских любит обращать внимание читателя на «диковинки» в природе. В то же время по своему восприятию природы — скорее художественно-изобразительскому и философско-лирическому, нежели собственно научному,— Юровских ближе к М.Пришвину, а из современных ему поэтов-ровесников — к Т.Белозерову, главный авторский «посыл» которых состоит в убеждении, что чудо природы способен открыть любой внимательный её наблюдатель, движимый чутким и бережным отношением к ней.

## Награды и премии
- Медаль «За трудовую доблесть», 22 августа 1986 года
- Почётная грамота Президиума Верховного совета РСФСР, 1983 год
- Почётный гражданин города Шадринска «За верность родной земле в жизни и литературе, за достойный вклад в искусство русской словесности и в честь ЗЗ7-летия города Шадринска», 1999 год
- Большая литературная премия России, учреждённой Союзом писателей России и Акционерной компанией «АЛРОСА» (Якутия-Саха) за 2002 год, за рассказы из книги «Родные»
- Премии Губернатора Курганской области 1995 и 1999 годов за разработку в своём творчестве нравственных тем.
- Премия журнала «Наш современник»
- Диплом Всероссийского конкурса на лучшую книгу для детей (книга «Синие пташки-пикушки»)
- Лауреат конкурса «Человек и природа», проведённого «Литературной Россией» в честь 125-летия со дня рождения М. М. Пришвина, 1999 год

## Память
- В 2008 году библиотеке-филиалу № 8 Муниципального учреждения «Централизованная библиотечная система г. Шадринска» присвоено имя В.И. Юровских, ул. Фабричная, 20.
- Осенью 2007 года в Шадринске на доме, где жила семья Юровских, установлена мемориальная доска: «В этом доме жил с 1982 г. по 2007 г. русский писатель, почетный гражданин г. Шадринска Юровских Василий Иванович (1932—2007 гг.)», ул. Свердлова, 88 — 56°05′12″ с. ш. 63°38′03″ в. д.HGЯO[4]
- С 2008 года в городе проходит литературный конкурс имени Василия Ивановича Юровских, названый по одному из его рассказов «Своя песня».
- Финал IV городского конкурса художественного чтения «Зоревое слово» (г. Шадринск) посвящён 80-летию со дня рождения Василия Ивановича Юровских[5][6]

## Сочинения
Василий Иванович печатался в журналах «Новый мир», «Наш современник», «Сельская новь», «Урал», «Подъём», альманахе «Тобол» и других изданиях.
Его рассказы и повести переведены на польский и казахский языки.

### Книги
- Юровских В.И. Снегириное утро. — Челябинск: Южно-Уральское книжное издательство, 1968. — 54 с. — 3000 экз.[8]
- Юровских В. И. Под Новый год. Ленинградское книжное издательство, 1968
- Юровских В.И. Певучая речка. Новеллы. — Челябинск: Южно-Уральское книжное издательство, 1974. — 67 с. — 25 000 экз.[9]
- Юровских В.И. Материнское благословение: Рассказы и лирич. миниатюры. — М.: Детская литература, 1979. — 127 с. — 75 000 экз.[10]
- Юровских В.И. Журавлиные корни: Рассказы и повести. — М.: Современник, 1979. — 254 с. — 50 000 экз.[11]
- Юровских В.И. Веснозапев: рассказы о природе. — Челябинск: Южно-Уральское книжное издательство, 1980. — 135 с. — 25 000 экз.[12]
- Юровских В.И. Синие пташки-пикушки: Лирич. повествование в рассказах. — М.: Детская литература, 1981. — 127 с. — 75 000 экз.[13]
- Юровских В.И. Сыновний зов. — Челябинск: Южно-Уральское книжное издательство, 1982. — 279 с. — 30 000 экз.[14]
- Юровских В.И. Столешница: Рассказы. — Челябинск: Южно-Уральское книжное издательство, 1986. — 142 с. — 30 000 экз.[15]
- Юровских В.И. Родня: Повести, рассказы, лирич. миниатюры. — М.: Детская литература, 1988. — 192 с. — 100 000 экз. — ISBN 5-08-001154-8.[16]
- Юровских В.И. Родное гнездовье: Повесть в рассказах, новеллы. — М.: Современник, 1990. — 350 с. — 50 000 экз. — ISBN 5-270-00443-7.[17]
- Юровских В.И. Три жизни: Повести и рассказы. — Челябинск: Южно-Уральское книжное издательство, 1990. — 284 с. — 30 000 экз. — ISBN 5-7688-0197-9.[18]
- Юровских В.И. Родные: Рассказы. — Шадринск: Исеть, 1999. — 79 с. — 2000 экз. — ISBN 5-7142-0278-3.[19]
- Юровских В.И. Утротворец: рассказы. — Шадринск: Исеть, 2002. — 398 с. — ISBN 5-7142-044-1.[20]
- Юровских В.И. Толстые шти: рассказы. — Шадринск: Исеть, 2003. — 312 с. — ISBN 5-7142-0456-5.
- Юровских В.И. Контузия, или исчо как: рассказы охотников и рыболовов. — Шадринск: Исеть, 2005. — 92 с. — ISBN 5-7142-0590-1.
- Юровских В.И. Сон земли (книга о сыне). — Шадринск: Шумихинская межрайонная типография, 2012. — 216 с. — ISBN 978-5-904279-53-0.

## Семья
- Отец — Иван Васильевич Юровских отказался вступить в колхоз[21], занимался промысловой охотой и рыбалкой, работал в лесничестве, в первые дни Великой Отечественной ушел на фронт, был контужен, летом 1945 инвалидом вернулся домой.
- Мать — Варвара Филипповна рано была отдана «в люди», в семью доктора Словцова, где её обучили грамоте, работала техничкой в Юровской школе[22].
- Жена — Александра Васильевна Юровских, библиотекарь (умерла в апреле 2017).
- Сын — Владимир, художник (умер в апреле 2004 года).
- Дочь — Марина Воронова, учительница[23].